# John Lasseter
John Lasseter, né le 12 janvier 1957 à Los Angeles, est un réalisateur et producteur américain de films d'animation. Il était directeur artistique de Pixar Animation Studios et de Walt Disney Animation Studios ainsi que conseiller artistique de Walt Disney Imagineering.
Principale figure des studios Pixar, il est considéré comme une légende du cinéma d'animation pour avoir réalisé ou produit nombre de grands classiques acclamés par le public comme par la critique, tels que les deux premiers volets de la saga Toy Story, considérés comme un tournant dans l'histoire des longs-métrages animés. Il est également souvent crédité comme l'un des principaux facteurs du retour en grâce des studios Disney à partir de la fin des années 2000, avec notamment le film La Reine des neiges dont il est producteur.
Il quitte Pixar et Disney en 2018, en raison d’une accusation de harcèlement sexuel dans la foulée de l'affaire Weinstein. Mais il continuera à travailler dans l’animation chez le studio Skydance Media.

## Biographie

### Jeunesse et débuts chez Disney
John Alan Lasseter est né le 12 janvier 1957 à Los Angeles. Sa mère, Jewell Mae, était professeur d'art à la Bell Gardens High School, et son père, Paul Eual Lasseter, était directeur des pièces chez un concessionnaire Chevrolet.
Il a également une sœur jumelle, Johanna Lasseter-Curtis, qui est devenue boulangère basée dans la région du lac Tahoe.
Lasseter a grandi à Whittier, en Californie. La profession de sa mère a contribué à sa préoccupation croissante pour l'animation. Il dessinait souvent des caricatures pendant les services religieux à l'église du Christ où sa famille a assisté. Enfant, Lasseter rentrait de l'école pour regarder les dessins animés de Chuck Jones à la télévision. Au lycée, il a lu The Art of Animation de Bob Thomas. Le livre couvrait l'histoire de l'animation Disney et explorait la réalisation du film de Disney de 1959 La Belle au bois dormant, qui a fait réaliser à Lasseter qu'il voulait faire de l'animation lui-même. Lorsqu'il a vu le film de Disney de 1963 Merlin l'Enchanteur, il a finalement pris la décision de devenir animateur. Il a ensuite lu le livre de Preston Blair sur l'animation et a fait des flip books basés sur les cycles de marche de Blair. Un de ses amis avait une caméra Super 8 qui a tourné des images simples, qui a été utilisée pour tourner certains de ses précédents efforts d'animation.
John Lasseter apprend très vite à dessiner et il se passionne très jeune pour l'animation. À cinq ans, il gagne sa première récompense dans un concours de dessin. À douze ans, il adresse une candidature spontanée aux studios Disney. Il est diplômé du Cal Arts, où il rencontre ses futurs collègues Brad Bird et Tim Burton. Au cours de ses études, il réalise deux courts-métrages qui remportent chacun l'Oscar du film d'étudiant.
Son premier emploi est celui de conducteur de bateau dans l'attraction Jungle Cruise au parc Disneyland. En 1979, il entre avec son ami Tim Burton comme animateur chez Walt Disney Pictures où ils sont intégrés à l'équipe d'animation de Rox et Rouky. Il participe également à l'animation du dessin animé Le Noël de Mickey en 1980. En 1981, il découvre le film Tron, réalisé avec des effets numériques. C'est lors de la production qu'il comprend le potentiel de l'animation par ordinateur.

### Débuts chez Lucasfilm et création de Pixar (années 1980)

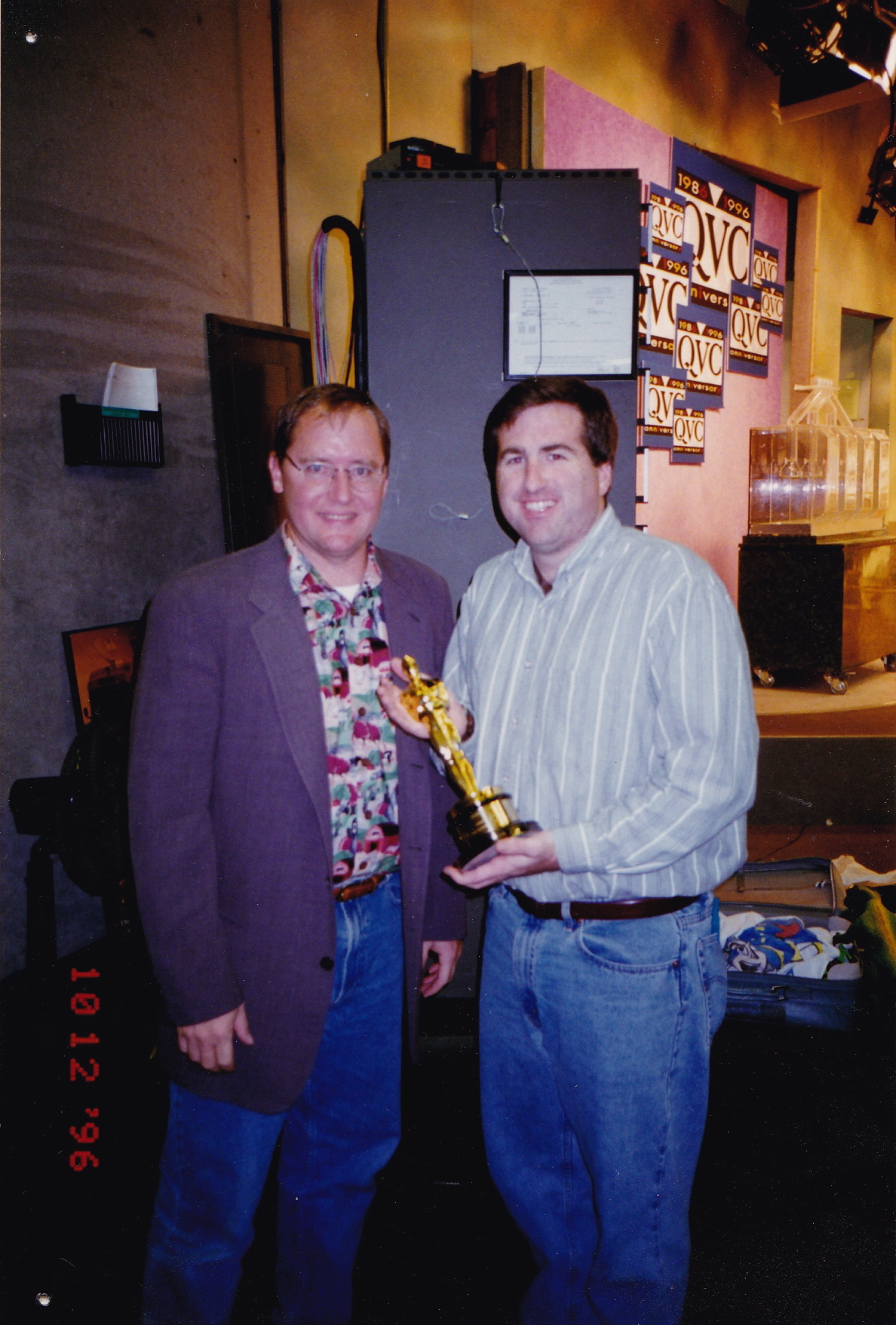
Lasseter et le producteur Jim Breslin en 1996.

En 1983, après avoir voulu présenter un projet de film d’animation qui combiné la 2D et 3D, il est licencié par les Studios Disney. En 1984, il rencontre Ed Catmull, le créateur et PDG de Lucasfilm Computer Graphics Group, une division de Industrial Light & Magic. Ce dernier l'embauche dans sa société et il travaille sur le premier film du studio, Les Aventures d'André et Wally B., premier court-métrage de l'histoire du cinéma à être réalisé entièrement par ordinateur. L'année suivante, il travaille avec Steven Spielberg sur le film Le Secret de la pyramide : il assure l'animation numérique d'un chevalier, ce qui lui vaut d'être nommé aux Oscars.
L'entité est vendue par George Lucas à Steve Jobs, ancien PDG d'Apple, en 1986, après l'échec critique et commercial de Howard... une nouvelle race de héros. Rapidement, Steve Jobs rebaptise Graphics Group, Pixar Animation Studios. Le studio abandonne ainsi la conception de matériel informatique pour se consacrer entièrement à l'animation 3D. John réalise alors des courts-métrages 3D dont le fameux Luxo Jr. (nommé à l'Oscar et Ours d'argent à la Berlinale), la lampe de bureau qui devient l'emblème des films Pixar.

### Consécration comme directeur artistique de Pixar (1991-2005)
Devenu directeur artistique de Pixar, John commence la réalisation de son premier long-métrage en 1991. Le film sort quatre ans plus tard, en 1995 : Toy Story. Les films suivants, 1 001 pattes et Toy Story 2 (qu'il réalise également) ainsi que Monstres et Cie et Le Monde de Nemo sont autant de succès populaires que d'étapes dans l'amélioration des techniques d'animation numériques. Et c'est Buena Vista Distribution, organisme de la Walt Disney Company qui distribue les films en salles.
Entre-temps, en février 1999, il est nommé vice-président exécutif de Pixar et en 2004 il est honoré de la prestigieuse récompense « Outstanding Contribution to Cinematic Imagery » donnée par la Guilde des réalisateurs (Art Directors Guild).

### Directeur créatif de Pixar et Disney (2006-2016)

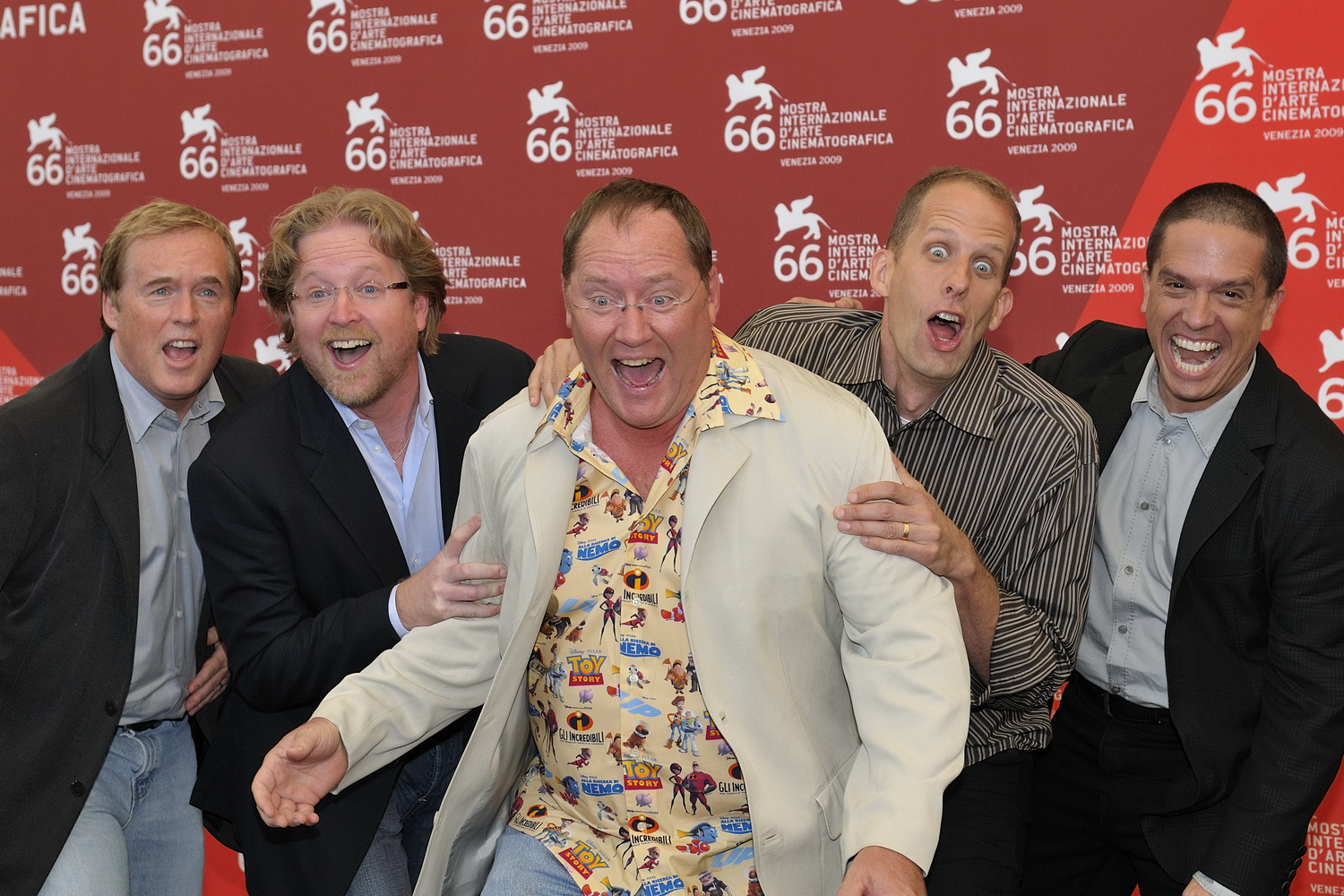
Lasseter, entouré des réalisateurs phares du studio Pixar, venant recevoir un Lion d'Or pour l'ensemble de leur œuvre à la Mostra de Venise 2009.

En janvier 2006, Disney rachète le studio Pixar pour 7,4 milliards de dollars tandis que John Lasseter est nommé directeur créatif de Pixar et Disney,. John Lasseter devient directeur de Walt Disney Feature Animation et conseiller artistique de Walt Disney Imagineering. Cette année-là, il revient à la réalisation avec Cars : Quatre Roues dédié à Joe Ranft, co-réalisateur du film, décédé pendant la production du film lors d'un accident de voiture.
Par la suite, Lasseter continue de produire avec succès les longs-métrages du studio Pixar : Ratatouille (2007), WALL-E (2008), Là-haut (2009), Toy Story 3 (2010) et Cars 2 (2011).
Dès sa nomination à la tête de Walt Disney Feature Animation en 2006, Lasseter prend de nombreuses décisions pour redorer le blason des Studios Disney. D'abord, il rebaptise Walt Disney Feature Animation en Walt Disney Animation Studios. Ensuite, pour les DisneyToon Studios, il décide l'arrêt des suites vidéos des Grands Classiques, tels que Blanche-Neige 2, Pinocchio 2, Dumbo 2, Les Aristochats 2, Oliver et Compagnie 2, Hercule 2 La Guerre de Troie, Chicken Little 2 ou Bienvenue chez Les Robinson 2, qu'il juge de piètre qualité et met en chantier de nouvelles productions telles que La Fée Clochette, jusqu'à la fermeture de Disneytoon Studios en 2018. Son travail aux Walt Disney Animation Studios est d'autant plus important.
Il veut apporter sa touche personnelle aux films du studio réalisés grâce à l'animation par ordinateur avec Bienvenue chez les Robinson (2007), Volt, Star Malgré Lui (2008) ou encore Raiponce (2010). Il relance également la production de cartoons comme le montrent Comment brancher son home cinéma (2007) ou La Ballade de Nessie (2011). Enfin, il relance les longs-métrages en animation traditionnelle avec La Princesse et la Grenouille (2009) et Winnie l'Ourson (2011).
Tout ce travail parvient à relancer les Studios d'animation Disney. John Lasseter réinsuffle également à Walt Disney Imagineering un nouvel élan.
John Lasseter est actuellement membre du comité des Oscars (Academy of Motion Picture Arts and Sciences) à la section film d'animation.
Le 31 octobre 2011, John Lasseter obtient une étoile sur le Hollywood Walk of Fame et entre ainsi dans les légendes du cinéma mondial.

### Scandale et licenciement (2017-2018)
Dans la foulée de l'affaire Harvey Weinstein, il est accusé de gestes déplacés et de comportements inadéquats le 21 novembre 2017 et il annonce prendre un congé sabbatique,,,. Le journal The Hollywood Reporter rapporte des « avances non souhaitées » envers l'actrice Rashida Jones lors de l'écriture de Toy Story 4, avances qui auraient entraîné le départ précipité de Rashida Jones (l'actrice dément cependant et allègue des « différences philosophiques »).
D'après une source de chez Pixar, John Lasseter est connu pour « attraper, embrasser, faire des commentaires sur des attributs physiques ». À la suite de ces accusations, John Lasseter a directement envoyé au groupe un mémo interne où il présente ses excuses à ceux qui ont considéré que son comportement allait au-delà de ce qui est acceptable et aurait créé un malaise. Il a également reconnu « avoir échoué » à insuffler une culture « de la confiance et du respect » dans ses studios. Il aurait ajouté « Ce n'est jamais aisé de faire face à ses faux-pas, mais c'est la seule manière d'apprendre ». Il décide alors de prendre six mois de congés de ses fonctions chez Pixar et Disney. La direction de Disney a fait savoir dans un communiqué que les « excuses sincères » du réalisateur étaient appréciées et a dit soutenir la décision du patron de Walt Disney Animation Studios de se mettre temporairement en congé de l'entreprise,.
Finalement, alors que son congé touche à sa fin, les studios Disney annoncent début juin 2018 qu'il occuperait un rôle de consultant jusqu'à la date du 31 décembre 2018, après laquelle il ne travaillera plus pour le groupe,,. Le PDG de Disney, Robert Iger, rend hommage à sa carrière dans le cinéma d'animation en lui adressant un éloge appuyé, sans évoquer les accusations à l'origine de ce départ.

### Skydance Animation
Le 9 janvier 2019, il est engagé par le studio Skydance Media.
Dans un communiqué, John Lasseter a déclaré : "J'ai passé la dernière année loin de l'industrie à réfléchir en profondeur, en apprenant comment mes actions ont involontairement mis mes collègues mal à l'aise, ce que je regrette profondément et pour lequel je m'excuse profondément. Cela a été humiliant, mais je crois que cela fera de moi un meilleur leader." Une enquête menée avant son embauche a révélé qu'aucune allégation antérieure d'agression sexuelle, de proposition ou de harcèlement n'avait été déposée contre Lasseter, et il n'y avait aucune conclusion de règlement secret par Disney ou Lasseter à des parties demandant un règlement. Dans son rôle chez Skydance, Lasseter est producteur de tous les longs métrages et producteur exécutif de toutes les séries, avec le PDG de Skydance Media, David Ellison.
Sa première production chez le studio est Luck, sortie en 2022 sur Apple TV+.

## Vie privée
John Lasseter vit à Glen Ellen, en Californie, avec sa femme Nancy, diplômée de l'Université Carnegie Mellon, qu'il a rencontrée lors d'une conférence sur l'infographie à San Francisco en 1985. Nancy s'est spécialisée dans les applications d'infographie et a précédemment travaillé en tant qu'ingénieure en infographie chez Apple Computer. Ils se sont mariés en 1988 et ont quatre fils ensemble en plus du fils de Nancy d'une relation antérieure.
Les Lasseters sont propriétaires de Lasseter Family Winery à Glen Ellen, en Californie. La propriété comprend un chemin de fer à voie étroite appelé Justi Creek Railway, qui mesure environ 3,2 km de long, y compris une gare et un château d'eau Lasseter achetés à l'ancien animateur de Disney Ward Kimball. Leur résidence dispose d'une piscine avec une rivière paresseuse qui traverse une grotte. John Lasseter possède une collection de plus de 1 000 chemises hawaïennes et en porte une tous les jours. Lasseter collectionne également des voitures classiques, telles qu'une Jaguar XK120 noire de 1952.
Le 2 mai 2009, John Lasseter a reçu un doctorat honorifique de l'Université Pepperdine, où il a prononcé le discours d'ouverture.
Ses influences comprennent Walt Disney, Chuck Jones, Frank Capra, Hayao Miyazaki et Preston Sturges.
Le film préféré de John Lasseter est Dumbo (1941).

## Filmographie

### Réalisateur
Longs métrages
- 1995 : Toy Story
- 1998 : 1 001 pattes (A Bug's Life) avec Andrew Stanton
- 1999 : Toy Story 2 avec Ash Brannon et Lee Unkrich
- 2006 : Cars, quatre roues (Cars) avec Joe Ranft
- 2011 : Cars 2 avec Bradford Lewis

Courts métrages
- 1979 : Lady and the Lamp
- 1975-79 : Nitemare (court métrage d'étude)
- 1986 : Luxo Jr.
- 1987 : Red's Dream (ou Le Rêve de Rouge)
- 1988 : Tin Toy
- 1989 : Knick Knack
- 2006 : Martin et la Lumière fantôme (Mater and the Ghostlight) avec Dan Scanlon

### Scénariste
- 1979 : Lady and the Lamp (court métrage)
- 1975-79 : Nitemare (court métrage d'étude)
- 1986 : Luxo Jr. (court métrage)
- 1987 : Red's Dream (court métrage)
- 1988 : Tin Toy (court métrage)
- 1989 : Knick Knack (court métrage)
- 1995 : Toy Story avec Andrew Stanton, Joe Ranft et Pete Docter (histoire originale)
- 1998 : 1 001 pattes (A Bug's Life) avec Joe Ranft et Andrew Stanton (histoire originale)
- 1999 : Toy Story 2 avec Andrew Stanton, Ash Brannon et Pete Docter (histoire originale)
- 2006 : Cars, Quatre roues (Cars) avec Joe Ranft, Jorgen Klubien, Dan Fogelman, Daniel Gerson, Robert Baird, Kiel Murray et Phil Lorrin (scénario et histoire originale)
- 2006 : Martin et la lumière fantôme (Mater and the Ghostlight) (court métrage) avec Dan Scanlon (scénario) et avec Joe Ranft (histoire originale)
- 2011 : Cars 2 avec Bradford Lewis et Dan Fogelman (histoire originale)

### Producteur
- 1975-79 : Nitemare (court métrage d'étude)
- 1986 : Luxo Jr. (court métrage)

### Producteur exécutif
- 1997 : Le Joueur d'échecs (Geri's Game) (court-métrage)
- 2000 : Drôles d'oiseaux sur une ligne à haute tension (For the Birds) (court-métrage)
- 2001 : Monstres et Cie (Monsters, Inc.)
- 2002 : La Nouvelle Voiture de Bob (Mike's New Car) (court-métrage)
- 2002 : Le Voyage de Chihiro (Spirited Away) - Oscar du meilleur film d'animation en 2003
- 2003 : Le Monde de Nemo (Finding Nemo) - Oscar du meilleur film d'animation en 2004
- 2003 : Exploring the Reef (court-métrage)
- 2003 : Saute-mouton (Boundin') (court-métrage)
- 2004 : Les Indestructibles (The Incredibles) - Oscar du meilleur film d'animation en 2005
- 2005 : Baby-Sitting Jack-Jack (Jack-Jack Attack) (court-métrage)
- 2005 : Le Château ambulant (Howl's Moving Castle)
- 2005 : L'Homme orchestre (One Man Band) (court-métrage)
- 2006 : Les Contes de Terremer (Tales from Earthsea)
- 2006 : Extra-terrien (Lifted) (court-métrage)
- 2007 : Bienvenue chez les Robinson (Meet the Robinsons)
- 2007 : Ratatouille - Oscar du meilleur film d'animation en 2008
- 2007 : Notre ami le rat (Your Friend the Rat) (court-métrage)
- 2007 : Comment brancher son home cinéma (How to Hook Up Your Home Theater) (court-métrage)
- 2008 : Glago's Guest (en) (court-métrage)
- 2008 : Presto (court-métrage)
- 2008 : WALL-E - Oscar du meilleur film d'animation en 2009
- 2008 : Ponyo sur la falaise (Ponyo)
- 2008 : La Fée Clochette (Tinker Bell)
- 2008 : BURN-E (court-métrage)
- 2008 : Volt, star malgré lui (Bolt)
- 2009 : Super Rhino (court-métrage)
- 2009 : Là-haut (Up) - Oscar du meilleur film d'animation en 2010
- 2009 : Passages nuageux (Partly Cloudy) (court-métrage)
- 2009 : Clochette et la Pierre de lune (Tinker Bell and the Lost Treasure)
- 2009 : Doug en mission spéciale (Dug's Special Mission) (court-métrage)
- 2009 : La Princesse et la Grenouille (The Princess and The Frog)
- 2009 : Lutins d'élite, mission Noël (Prep & Landing) (court-métrage)
- 2010 : Jour Nuit (Day & Night) (court-métrage)
- 2010 : Toy Story 3 - Oscar du meilleur film d'animation en 2011
- 2010 : Arrietty, le petit monde des chapardeurs (The Secret World of Arrietty)
- 2010 : Clochette et l'Expédition féerique (Tinker Bell and the Great Fairy Rescue)
- 2010 : Raiponce (Tangled)
- 2010 : Lutins d'Élite: Opération Secret du Père Noël (en) (Prep & Landing: Operation: Secret Santa) (court-métrage)
- 2011 : Winnie l'ourson (Winnie the Pooh)
- 2011 : La Luna (court-métrage)
- 2011 : Lutins d'Élite: Méchants Contre Gentils (en) (Prep & Landing: Naughty vs. Nice) (court-métrage)
- 2012 : Rebelle (Brave)
- 2012 : Les Mondes de Ralph (Wreck-It Ralph)
- 2013 : Planes
- 2015 : Vice-versa (Inside Out)
- 2015 : Le Voyage d'Arlo (The Good Dinosaur)
- 2016 : Zootopie (Zootopia)
- 2016 : Le Monde de Dory (Finding Dory)
- 2016 : Vaiana : La Légende du bout du monde (Moana)
- 2017 : Cars 3
- 2017 : Coco
- 2018 : Les Indestructibles 2 (Incredibles 2)
- 2019 : Ralph 2.0 (Ralph Breaks the Internet)
- 2022 : Luck
- 2024 : Ellian et le Sortilège (Spellbound)

### Acteur
- 1998 : 1 001 Pattes (A Bug's Life) : Harry le moustique (voix)
- 1999 : Toy Story 2 : Robots Rock 'Em Sock 'Em (voix)
- 2000 : Rolie Polie Olie : Robot Rock 'Em Sock 'Em bleu (voix)
- 2011 : Cars 2 : John Lassetire (voix)

## Distinctions

### Récompenses
(liste non exhaustive)
- Annie Awards
  - 1996 : Annie Award du meilleur film d'animation et Special Achievement in Animation pour Toy Story
  - 2000 : Annie Awards du meilleur film d'animation, meilleur réalisateur d'un film d'animation et meilleur scénariste d'un film d'animation pour Toy Story 2
  - 2006 : Annie Award du meilleur film d'animation pour Cars
  - 2009 : Windsor McCay Award (en) pour l'ensemble de son œuvre
- Berlinale
  - 1987 : Ours d'argent du meilleur court-métrage pour Luxo Jr.
- Emmy Awards
  - 2010 : Primetime Emmy Award du meilleur programme d'animation - Moins d'une heure pour Lutins d'élite, mission Noël
  - 2011 : Primetime Emmy Award du meilleur court programme d'animation pour Lutins d'Élite: Opération Secret du Père Noël (en)
- Golden Globes
  - 2007 : Golden Globe du meilleur film d'animation pour Cars
- Mostra de Venise
  - 2009 : Lion d'or pour la carrière
- Oscars étudiant
  - 1979 : Lady and the Lamp (court métrage)
  - 1980 : Nightmares (court métrage)
- Oscars
  - 1989 : Oscar du meilleur court-métrage d'animation pour Tin Toy
  - 1996 : Oscar pour une contribution spéciale pour Toy Story
- Satellite Awards
  - 1998 : Satellite Award du meilleur film d'animation pour 1 001 Pattes
  - 1999 : Satellite Award du meilleur film d'animation pour Toy Story 2
- Saturn Awards
  - 2007 : Saturn Award du meilleur film d'animation pour Cars

### Nominations
(liste non exhaustive)
- Annie Awards
  - 1999 : Annie awards du meilleur film d'animation, meilleur réalisateur d'un film d'animation et meilleur scénariste d'un film d'animation pour 1 001 Pattes
  - 2006 : Annie award du meilleur réalisateur d'un film d'animation pour Cars
- BAFTA Awards
  - 1999 (en) : BAFTA du meilleur film pour enfants pour 1 001 Pattes
  - 2000 (en) : BAFTA du meilleur film pour enfants pour Toy Story 2
  - 2007 : BAFTA du meilleur film d'animation pour Cars
- Golden Globes
  - 2012 : Golden Globe du meilleur film d'animation pour Cars 2
- Oscars
  - 1986 : Oscar des meilleurs effets visuels pour Le Secret de la pyramide
  - 1987 : Oscar du meilleur court-métrage d'animation pour Luxo Jr.
  - 1996 : Oscar du meilleur scénario original pour Toy Story
  - 2007 : Oscar du meilleur film d'animation pour Cars
- Satellite Awards
  - 2006 : Satellite Award du meilleur film d'animation pour Cars
  - 2011 : Satellite Award du meilleur scénario original pour Toy Story 3